# Encino (Los Angeles)
Encino – dzielnica miasta Los Angeles w amerykańskim stanie Kalifornia, leżąca w południowej części doliny San Fernando. W 2008 roku liczyła 44 581 mieszkańców.